# Église Sainte-Marguerite de Carcès
Pour les articles homonymes, voir église Sainte-Marguerite.
L'église Sainte-Marguerite est une église catholique située à Carcès dans le département français du Var et la région Provence-Alpes-Côte d'Azur.

## Historique
L'ancienne église de Carcès, fondée en 1085 et consacrée en 1152 par une bulle du pape Eugène III, était située près du cimetière actuel et assura le service paroissial jusqu'en 1779. Comme elle menaçait de devenir une ruine (elle fut démolie en 1787) le culte fut transféré à la chapelle des Pénitents-Blancs, aujourd'hui disparue, puis, en 1781, à la chapelle des Augustins, qui devint alors l'église paroissiale.
En 1561, le seigneur Jean V de Pontevès appela à Carcès quelques moines augustins de Brignoles et leur fit bâtir une chapelle, terminée en 1573. De style roman tardif, elle possède un beau portail Renaissance. Dans l'acte de concession qui liait le comte aux religieux il fut stipulé que la comtesse aurait sa chapelle particulière. Celle-ci fut construite à l'extérieur, et une fenêtre, maintenant obstruée, fut percée dans le mur du chœur, permettant à la comtesse de suivre les offices. Le tout fut terminé en 1582. On peut encore voir le mur et la porte de cette chapelle derrière l'église. 
Le monastère situé à l'emplacement de l'actuelle poste était séparé de la chapelle par un cloître ; ces deux constructions ont disparu. En 1676, un moine d'origine carçoise, frère Perrin, religieux au Thoronet, ramena de Rome des reliques des saints Victor, Constant et Libérat, il fut décidé de placer la chapelle sous leur protection. Le petit groupe des trois saints fut ajouté sur le portail au XIXe siècle.
En 1781, la chapelle des Augustins devint l'église de Carcès par décision de Beausset[Qui ?][Information douteuse], évêque de Toulon. Après la tourmente révolutionnaire, l'église, où le culte avait repris en 1804, fut consacrée à sainte Marguerite.
Pendant la première moitié du XIXe siècle, l'église fut agrandie par l'adjonction de chapelles latérales, la construction d'une tribune et le rehaussement du clocher de quatre mètres, car la cloche n'était pas entendue dans tout le village. Cette cloche, qui pèse plus de sept-cents kilogrammes, date de 1546 : inscription: « JOHAN DE PONTEVES BARON DE COTIGNAC CESNOR DE CARCES », elle est classée monument historique depuis 1981. Le clocher s'enrichit de deux autres cloches, l'une baptisée Marguerite en 1847, l'autre baptisée Florence en 1950.
L'orgue a été reconstruit de 1989 à 2006 avec des éléments de l’ancien orgue réutilisé.

### Culte
La paroisse est confiée par l'évêque de Fréjus-Toulon aux prêtres de la Communauté Saint-Jean.